# Chlorodontopera taiwana
Chlorodontopera taiwana là một loài bướm đêm trong họ Geometridae.